# Commerce du bois des Pays-Bas
Environ 3 % du total des importations de bois aux Pays-Bas sont constitués de bois et de produits dérivés des tropiques. Un large éventail d'industries de transformation du bois utilise du bois tropical en raison des propriétés spéciales de bon nombre de ces types de bois. Au fil des ans, les réglementations nationales, européennes et internationales ont de plus en plus influencé le commerce néerlandais des bois tropicaux. 
Pays quasi-dépourvu de forêts, profitant de ses connexions avec la Baltique, le Rhin, et de ses colonies sud-asiatiques. le commerce du bois aux Pays-Bas,  est une industrie importante depuis le Siècle d'or néerlandais,

## Histoire
L'essor de la vie économique hollandaise repose sur les liaisons commerciales qu'elle va entretenir avec les pays bordant la mer Baltique; et pendant la première moitié du XVIe siècle, Amsterdam (mais aussi des villes comme Enkhuizen et Hoorn) sont déjà un centre important de distribution du blé mais aussi de bois, de goudron de pin, et d'autres matières premières indispensables à la construction navale, en provenance de la Baltique. 
Dès le XVe siècle, il viendra en Hollande aussi du bois de la Forêt-Noire, par flottage sur le Rhin, à Dordrecht, qui par le hasard d'un raz-de-marée en 1421 qui la relie à la Mer du  Nord, devient un centre important du commerce du bois. Des arbres sont récoltés dans la Forêt-Noire, acheminés vers la rivière par toutes sortes de chemins, puis ils sont transportés par radeau jusqu'à Mannheim, où des Holländer (le nom donné aux pins bien droits destinés à faire les mâts) sont attachés liés aux trains de bois. La taille des trains de bois sur le Rhin était proverbiale. 
Le bois sert en Hollande, non seulement à la construction des bateaux, des maisons, mais aussi à celle des digues. Pour un Ostindienfahrer des Indes orientales, il fallait environ 2 000 troncs, pour un navire de guerre, environ 4 000 troncs. En 1634, la flotte néerlandaise comptait 35 000 navires. Depuis un règlement de 1521 publié par Charles Quint d'autre-part, consécutif au grand incendie d’Amsterdam en 1452 (où il est interdit de construire en bois), les maisons construites désormais en brique et en raison de la faible portance du sol, reposer sur des pieux en bois d'une longueur de 18 mètres pour atteindre un premier banc de sable à travers la tourbe boueuse sur laquelle la cité est bâtie; le chiffre symbolique, des 13 659 pieux du Paleis op de Dam était connus de tous Hollandais; les maisons en requéraient quarante.  
Gdansk et la Livonie sont sources d'approvisionnement en bois, pour la première depuis l'arrière-pays polono-lituanien et pour la seconde depuis la Russie. Amsterdam joue, déjà au XVIe siècle le rôle d'un débouché important, la livraison dans un premier temps assurée par la Hanse. Au XVe siècle, les Hollandais convainquirent les habitants de Gdansk à leur permettre de construire des bateaux dans les chantiers de leur port. 
Selon les livres marchands, trois types de bois étaient achetés à Dantzig: wagenschot, bogenhout et klaphout. Les wagenschot étaient constitué de lourdes planches de chêne, les bogenhout servaient pour la fabrication des armes, les klaphout pour le logement, pour les merrains et surtout pour les charriots , les wagenschot servaient aussi à la construction des carènes des navires.  
La scierie à vent, est une invention majeure due à Cornelis Corneliszoon van Uitgeest en 1592, va révolutionner l'industrie néerlandaise des bois sciés.  
Les Hollandais disposent ensuite pour la navigation sur la Baltique de vaisseaux de cent à cinq cents tonneaux et d'une foule de bâtiments plus légers et d'expérience les Hollandais savaient adapter le matériel naval aux besoins des négociants. À la pinasse, ils ont substitué peu à peu la flûte: deux types dominent dans les mers septentrionales, l'Oostvaerder aménagé pour embarquer des barriques, des grains et des farines et le Noortsvaerder de forme presque rectangulaire, destiné à recevoir les bois et les mâts de Norvège, longs-courriers semblables aux vaisseaux de la VOC, mais d'une construction plus légère et moins chargés d'artillerie. Les bateaux hollandais, en quittant leurs ports d'attache, se rendent en Bretagne charger du sel, du vin et des denrées du midi. Avec ce chargement, ils naviguaient vers la Baltique, ils y vendent leurs marchandises, et y achètent des céréales, du bois, des cendres et d'autres produits locaux destinés à la Hollande et aux pays de l'Europe occidentale. Ce commerce de bascule était déjà pratiqué au XVe siècle. Vers la fin du XVe siècle, les bateaux hollandais se rendaient aussi en Espagne et au Portugal.
Après les Grandes découvertes, au lendemain de la Guerre de Quatre-Vingts Ans, les Traités de Westphalie de 1648, qui voient les Provinces-Unies pleinement reconnues par l'Espagne, et les embargos sur son commerce levés, toute la puissance hollandaise peut se déployer sur le commerce européen et mondial. Aux Pays-Bas, l'existence d'un certain nombre de sociétés de négoce de bois vieille de 200 ans et plus témoignent de cette période de gloire. Outre les importations de bois en provenance des pays européens, un flux commercial en provenance des tropiques se développe. La Vereenigde Oost-Indische Compagnie (VOC) et la West-Indische Compagnie jouent un rôle important à cet égard.  
L'exploitation du teck à Java est un enjeu de première importance pour la marine néerlandaise à partir du début XVIIe siècle, qui devra lui permettre d'accroitre son influence sur l'Insulinde. Une politique de gestion des forêts est instaurée en 1620 par la VOC, lorsque Batavia est fondée sur l'île de Java. Un système de travail forcé appelé blandong est instauré pour exploiter les forêts locales alors que la VOC augmente son emprise sur l'île. En 1743 elle obtient la prise de contrôle sur toutes les forêts de l'Île. Les forêts de teck régulièrement exploitée vont diminuer de la même façon, et la construction navale (en plus de la construction des maisons, la production de charbon de bois, le défrichage agricole) y joue un rôle non négligeable: pour la seule année 1779, 104 bateaux sont construits à Java par la Compagnie, dont le plus gros jauge 1 200 tonnes. Une harangue de Dirk van Hogendorp fin XVIIIe siècle concède toutefois que la forêt javannaise demeure l'espoir de reconstruction d'une VOC sur le déclin. La VOC est dissoute en 1799.
Plus tard, l'acajou d'Amérique du Sud, le meranti et le ramin d'Asie du Sud-Est, l'azobé et le sapeli d'Afrique de l'Ouest seront également été importés aux Pays-Bas. Une partie de ce bois importé est exportée vers d'autres pays.

## Forêts néerlandaise
La surface boisée des Pays-Bas est de 373 480 ha soit 11 % de la superficie des Pays-Bas. sont représentés en millier d'hectares les essences suivantes : pin sylvestre (119),  chêne (68), bouleau (26), peuplier/saule (20), douglas, (20), mélèze (19), , épicéa de Norvège (14) et hêtre (16). A peu près la moitié est détenue par des entités étatiques (48 %).
926 000 m3 par an sont commercialisés sous forme de bois rond. 60 % du bois va à la production de fibres (vezelhont) pour la fabrication du papier et des panneaux de particule: le bois rond mince et les copeaux et déchets de bois, tous deux libérés lors du traitement des bois de sciage vont à ces deux industries. L'industrie de la pâte à papier et celle des panneaux de particule peuvent en principe utiliser le même bois, mais l'industrie du papier a souvent des exigences plus élevées en matière de type et de qualité. Elle paie aussi généralement plus pour ses fibres. 37 % des bois vont à la fabrication de bois de sciage et de bois de placage (zaag- en fineerhout).

## Importations néerlandaise de bois
Les Pays-Bas sont importateur de bois et de fibre de bois des six continents:
- Amérique du Nord: pellet, papier et pulpe principalement (75 % des États-Unis)
- Amérique du Sud: essentiellement du papier, des Brésil, Chili, Uruguay principalement
- Afrique: bois dur tropical scié (gezaagd tropisch loofhout) pour moitié, placage/contreplaqué tropical (fineer/triplex tropisch) pour le quart, essentiellement du Gabon et du Cameroun.
- Europe
- Indonésie

## Bois tropicaux
Dans les années de la VOC, le bois était expédié sous forme de bois rond - qui sont des troncs entiers - et la transformation en produits se faisait entièrement dans les pays importateurs. Cette pratique s'est poursuivie en partie jusqu'au XXe siècle, mais le commerce a également évolué. Des scieries ont été fondées dans les pays d'origine et sont progressivement devenues plus sophistiquées, de sorte que l'importation de bois rond pouvait être en partie remplacée par celle de bois scié. Le transport a eu lieu par envoi en vrac, dans lequel des lots de bois de toutes tailles et longueurs étaient empilés ensemble dans la cale d'un navire. Un tel navire faisait souvent escale dans divers ports d'exportation pour être entièrement chargé. À l'arrivée à Rotterdam (depuis l'Asie) ou à Amsterdam (depuis l'Afrique et l'Amérique du Sud), le bois était généralement vendu aux enchères.
La forme du produit et le mode d'expédition des bois tropicaux ont progressivement évolué depuis les années 1970. Tout d'abord, de plus en plus de pays tropicaux ont encouragé leurs industries à transformer elles-mêmes le bois. Ce faisant, ils visent à créer de la valeur ajoutée et à promouvoir l'emploi. Cela s'accompagne de plus en plus de restrictions ou d'une interdiction d'exportation de bois rond. Les pays importateurs ont également de plus en plus demandé du bois déjà scié et séché dans le pays d'origine jusqu'à une certaine teneur en humidité avec des sections de bois fixes. Dans certains secteurs de transformation du bois, le bois rond est toujours importé pour pouvoir répondre à des projets personnalisés. Le secteur du génie terrestre, routier et hydraulique en est un bon exemple. Les projets de ce secteur étant hautement spécialisés, les essences de bois requises telles que l'azobé, le sapeli et le bilinga d'Afrique et le teck d'Asie du Sud-Est sont encore en partie transportées aux Pays-Bas sous forme de bois rond. Ce bois n'est pas séché artificiellement en raison de son utilisation à l'extérieur dans des conditions souvent humides. 
Deuxièmement, le transport par bateau a également évolué. Il est passé de l'expédition en vrac à l'expédition par conteneur. Pour cela, des conteneurs de 20 ou 40 pieds sont utilisés. Les conteneurs peuvent être complètement remplis car le bois peut être livré exactement à la taille en appliquant la technique du bois massif abouté digiforme. Aucun espace résiduel n'est laissé en raison du bois trop court ou plié. Jusqu'en 2010, cela n'était possible qu'en Malaisie et en Indonésie, mais depuis lors, les fournisseurs d'Amérique du Sud et d'Afrique ont également pu travailler de cette manière. 
Bien que le bois tropical soit un produit d'exportation important pour un certain nombre de pays, la quantité de bois exporté dans ces pays ne représente qu'un pourcentage relativement faible de l'exploitation totale. Pour une utilisation propre et pour la conversion en terres agricoles, une quantité plus importante est coupée. Cela a entraîné une grave déforestation dans de nombreux pays. 
Pour réduire la pression croissante sur la forêt, de plus en plus d'efforts ont été consentis pour une gestion durable des forêts depuis la fin du XXe siècle. Pour y parvenir, des Certificaat duurzaam bosbeheer (nl) , systèmes de certification ont été mis en place pour garantir l'origine durable du bois par l'octroi d'un label de qualité. Des alternatives durables au bois tropical sont également recherchées. Les exemples sont: le bois de conifère chimiquement modifié (le bois acétylé (nl) accoya une eentreprise néerlandaise s'est spécialisée dans ce domaine), le bois de conifère thermiquement modifié (via le procédé Plato), le bambou pressé et les composites bois/plastique. En outre, l'objectif est d'utiliser plus efficacement le bois afin de réduire la production de déchets, et l'applicabilité des essences de bois qui n'ont pas été utilisées commercialement est en cours d'étude. 

### Consultation et réglementation internationales et européennes
En tant que membre de l'UE, les Pays-Bas doivent faire face à la réglementation européenne. Les Pays-Bas participent également au niveau mondial à divers forums de consultation mondiaux qui influencent le commerce des bois tropicaux. Il s'agit principalement de l'Organisation Internationale pour les Bois Tropicaux (ITTO). Ici, des consultations ont lieu entre les pays producteurs et consommateurs sur le commerce des bois tropicaux et la gestion et la protection des forêts. La protection peut être obtenue en créant des réserves où la gestion des forêts est réglementée. Une forme plus stricte est une interdiction internationale du commerce de certaines espèces d'arbres menacées. Une telle interdiction ne peut être imposée que dans le cadre de la convention CITES (Convention sur le commerce international des espèces de faune et de flore sauvages menacées d'extinction), dont les Pays-Bas sont également membres. 
Même lorsque les espèces d'arbres sont moins menacées, les abattre peut enfreindre les lois et règlements du pays. Cette exploitation illégale cause des dommages économiques, sociaux et environnementaux majeurs aux forêts du monde entier. L'Union européenne veut empêcher la mise sur le marché européen du bois récolté illégalement. À cette fin, en 2003 la Forest Law Enforcement, Governance and Trade (FLEGT) est mise en place. L' EU Timber Regulation (EUTR), qui est entré en vigueur en 2013, fait partie de ce plan. Ce règlement réglemente la mise sur le marché européen de tous les bois et produits du bois, pas seulement les tropiques. Aux Pays-Bas, la réglementation est appliquée par Nederlandse Voedsel- en Warenautoriteit (nl) (NVWA, l'Autorité néerlandaise de sécurité des produits alimentaires et de consommation) . En 2015, une évaluation devait être effectuée sur l'impact effectif de FLEGT et le EUTR sur le commerce des bois tropicaux. 

## Sources
- Euflegt.efi.int: The Proces
- Commission européenne: Timber Regulation
- Euflegt.efi.int: All you need to know about the US Lacey Act, the EU Timber Regulation and the Australian Illegal Logging Prohibition Act 2012